# アレクサンドル・ラゴヤ

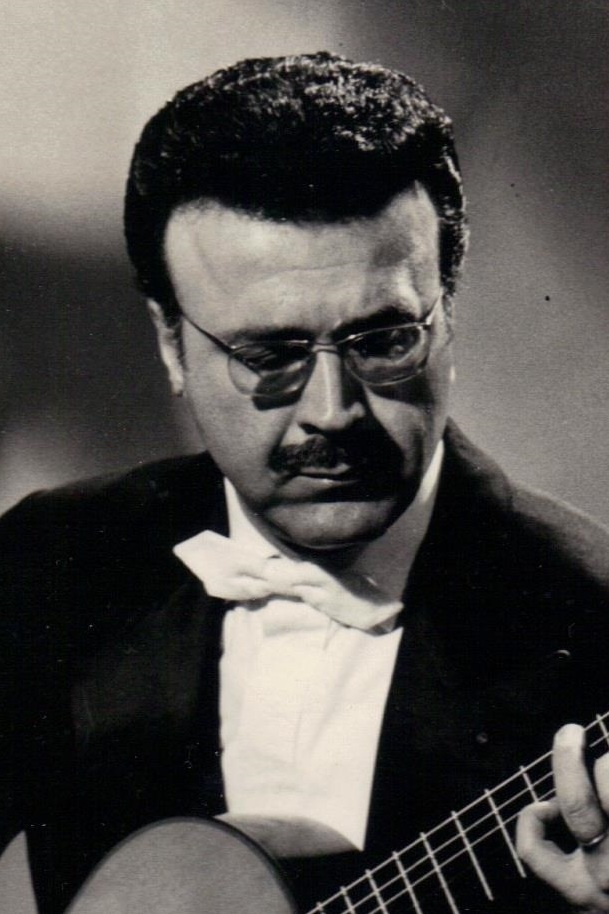
アレクサンドル・ラゴヤ

アレクサンドル・ラゴヤ（Alexandre Lagoya、1929年6月29日 - 1999年8月24日）は、フランスのクラシックギタリスト。
ギリシャ人の父とイタリア人の母の間にエジプトで生まれる。
フランスの女流ギタリストのイダ・プレスティと結婚しギターデュオ「プレスティ&ラゴヤ」を結成。世界中で演奏を行い大成功を収め、20世紀で最も優れたギターデュオとして認知される。
パリ音楽院初代ギター科教授を務める。